# Lincoln Kirstein
Lincoln Kirstein (Rochester, 4 maggio 1907 – Manhattan, 5 gennaio 1996) è stato uno scrittore, produttore teatrale e filantropo statunitense; esperto d'arte e figura di spicco negli ambienti culturali di New York, era noto soprattutto come cofondatore del New York City Ballet. Sviluppò e sostenne la compagnia con la sua capacità organizzativa e con raccolte fondi per più di quattro decenni, prestando servizio come direttore generale della compagnia dal 1946 al 1989. In questi anni inoltre organizzò mostre d'arte e conferenze. Secondo il New York Times, era "un esperto in molti campi".

## I primi anni
Kirstein nacque a Rochester, New York da genitori ebrei, figlio di Rose Stein (1873-1952) e Louis E. Kirstein (1867-1942). Sua sorella era Mina Kirstein e i suoi nonni paterni erano Jeanette (nata Leiter) e Edward Kirstein, un produttore di abbigliamento di successo di Rochester che gestiva la E. Kirstein and Sons, Company. Crebbe in una ricca famiglia ebrea di Boston e frequentò la Berkshire School privata, insieme a George Platt Lynes, diplomandosi nel 1926. In seguito andò ad Harvard, che anche suo padre, vicepresidente del Department Store di Filene, aveva frequentato, laureandosi nel 1930. Il nonno materno era Nathan Stein, un dirigente della Stein-Bloch & Co. di Rochester.

## Carriera

### Primi anni della carriera
Nel 1927, mentre era studente universitario ad Harvard, Kirstein era frustrato dal fatto che la rivista letteraria The Harvard Advocate non lo invitasse a unirsi al comitato editoriale, nonostante avesse pubblicato diversi articoli ben noti sulla rivista. Con l'amico Varian Fry (che aveva incontrato sua moglie Eileen attraverso la sorella di Lincoln, Mina), convinse suo padre a finanziare Hound & Horn, un nuovo trimestrale letterario. Dopo la laurea, si trasferì a New York nel 1930, portando con sé il trimestrale. La pubblicazione acquisì importanza nel mondo artistico e durò fino al 1934 quando Kirstein decise di concentrare le sue energie e risorse sulla carriera di George Balanchine e sullo sviluppo della School of American Ballet.
Il suo interesse per il balletto e per Balanchine iniziò quando vide l'Apollo di Balanchine interpretato dai Ballets Russes. Kirstein decise che avrebbe portato Balanchine negli Stati Uniti. Nell'ottobre del 1933, insieme a Edward Warburg, un compagno di classe di Harvard, e Vladimir Dimitriew, il manager di Balanchine, iniziarono la School of American Ballet a Hartford, nel Connecticut. Nel 1934 lo studio si trasferì al quarto piano di un edificio a Madison Avenue e 59° Strada a New York City. Il padre di Warburg, Felix M. Warburg, invitò il gruppo di studenti della classe serale a esibirsi in una festa privata. Il balletto che eseguirono fu Serenade, il primo grande balletto coreografato da Balanchine negli Stati Uniti. Pochi mesi dopo Kirstein e Warburg fondarono, insieme a Balanchine e Dimitriew, l'American Ballet, che in seguito divenne la compagnia residente del Metropolitan Opera. Secondo Kirstein questo accordo era insoddisfacente perché la compagnia operistica non riusciva a dare alla compagnia di balletto risorse finanziarie e libertà artistica.

### La Seconda guerra mondiale e i Monuments Men
La carriera teatrale di Kirstein fu interrotta dall'entrata degli Stati Uniti nella seconda guerra mondiale. Si arruolò nel 1943 e prima di andare all'estero, iniziò a lavorare a un progetto di raccolta e documentazione di arte del soldato. Alla fine sviluppò tutto questo come la mostra e il libro Artists Under Fire. Nella primavera del 1944 Kirstein viaggiò a Londra per la Commissione degli Stati Uniti per le Arti e i Monumenti e dopo un mese fu trasferito all'unità in Francia che divenne nota come Monuments, Fine Arts, and Archives (MFAA) (Monumenti, Belle Arti e Archivi). La sezione era dedicata al salvataggio e alla conservazione dell'arte europea. Nel gennaio del 1945 Kirstein fu promosso a soldato di prima classe nella Terza armata di Patton e la sua unità si trasferì in Germania. Kirstein fu personalmente coinvolto nel recupero di opere d'arte a Monaco e dalle miniere di sale di Altaussee. Il suo articolo "La ricerca dell'Agnello d'oro" a proposito della missione fu pubblicato in Town & Country nel settembre del 1945, lo stesso mese in cui fu congedato dall'esercito.

### Balletto
Nel 1946 Balanchine e Kirstein fondarono la Ballet Society, che fu ribattezzata New York City Ballet nel 1948. In una lettera di quell'anno Kirstein dichiarò: "L'unica motivazione che ho è permettere a Balanchine di fare esattamente ciò che vuole fare nel modo in cui lo vuole fare". Kirstein fu direttore generale della compagnia dal 1946 al 1989.
In una monografia del 1959 intitolata What Ballet Is All About, Kirstein scrisse: "Il nostro balletto occidentale è una fusione chiara e complessa di anatomia umana, geometria solida e acrobazia, offerta come dimostrazione simbolica delle maniere - la morale della considerazione per un essere umano che si muove a tempo con un altro".
Nel 1976 il poeta Vernon Scannell disse che Kirstein "considerava i ballerini non come artisti ma come acrobati, le loro abilità erano, sosteneva, del tutto fisiche e sentiva che il suo coinvolgimento con la danza era una fuga salutare dalla vita cerebrale e sedentaria in una mondo che era più vicino a quello dell'atleta che dell'artista". La collaborazione di Kirstein e Balanchine durò fino alla morte di quest'ultimo nel 1983.

## Vita privata
A partire dal 1919 Kirstein tenne un diario, continuando con questa abitudine fino alla fine degli anni '30. Scrivendo una biografia del 2007 di Kirstein, The Worlds of Lincoln Kirstein, Martin Duberman ha attinto a questi diari e alle numerose lettere di Kirstein per ottenere informazioni sulla vita personale di Kirstein. Kirstein ha scritto di godersi il sesso con vari uomini, tra cui studenti universitari di Harvard, marinai, ragazzi di strada e incontri casuali nelle docce della 63ª St. YMCA. Ha avuto relazioni più lunghe con il ballerino Pete Martinez, l'artista Dan Maloney e il conservatore Alexander Jensen Yow. Kirstein ha avuto delle relazioni platoniche e molte altre che sono nate come sesso occasionale per svilupparsi in amicizie a lungo termine.

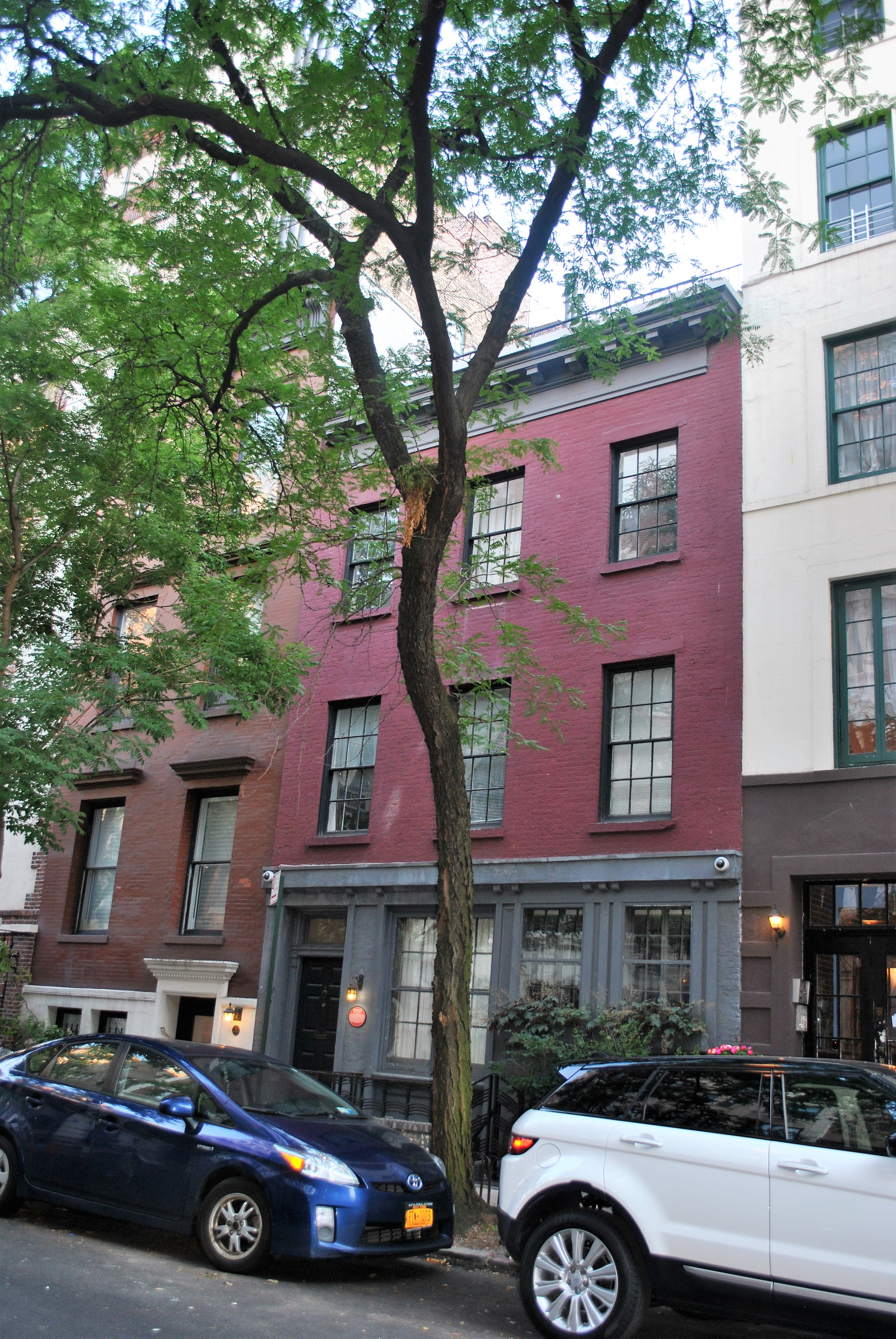
La casa di Lincoln Kirstein, East 19th Street (Manhattan)

Ha anche mantenuto relazioni con le donne. Nel 1941 sposò Fidelma Cadmus (1906-1991), una pittrice e sorella dell'artista Paul Cadmus. Kirstein e sua moglie godettero di una relazione amichevole anche se talvolta stressante fino alla morte di lei nel 1991, ma lei si ritirò dalla pittura e poi dalla vita, soffrendo crolli nervosi che alla fine furono più duraturi di quelli di lui. Alcuni dei suoi fidanzati vivevano con loro nella loro casa della East 19th Street; "Fidelma amava moltissimo la maggior parte di loro". Il mondo dell'arte di New York considerava la bisessualità di Kirstein un "segreto aperto", sebbene non abbia riconosciuto pubblicamente il suo orientamento sessuale fino al 1982.
Gli interessi eclettici, l'ambizione e il vivo interesse di Kirstein per l'alta cultura, finanziati con mezzi indipendenti, attirarono una vasta cerchia di amici creativi da molti campi dell'arte. Tra questi c'erano Glenway Wescott, George Platt Lynes, Jared French, Bernard Perlin, Pavel Čeliščev, Katherine Anne Porter, Barbara Harrison, Gertrude Stein, Donald Windham, Cecil Beaton, Jean Cocteau, Wystan Hugh Auden, George Tooker, Margaret French Cresson, Walker Evans, Sergej Ėjzenštejn ed altri.
Nei suoi ultimi anni Kirstein ha lottato con il disturbo bipolare, mania, depressione e paranoia. Ha distrutto lo studio dell'amico Dan Maloney. A volte doveva essere costretto in una camicia di forza per settimane in un ospedale psichiatrico. La sua malattia non ha generalmente influenzato la sua creatività professionale fino alla fine della sua vita. Ha anche subito due attacchi di cuore nel febbraio 1975.

### Eredità
Il critico inglese Clement Crisp ha scritto: "Era uno di quei rari talenti che toccano l'intera vita artistica del loro tempo: il balletto, il cinema, la letteratura, il teatro, la pittura, la scultura, la fotografia hanno occupato la sua attenzione".
Kirstein contribuì a organizzare un tour americano del 1959 per musicisti e ballerini della Japanese Imperial Household Agency. A quel tempo, la musica di corte imperiale giapponese, gagaku, veniva eseguita solo di rado fuori dall'Imperial Music Pavilion di Tokyo in alcuni dei grandi santuari giapponesi.
Kirstein commissionò e aiutò a finanziare la sede fisica del New York City Ballet: l'edificio del New York State Theater al Lincoln Center, progettato nel 1964 dagli architetti Philip Johnson e John Burgee. Nonostante la sua facciata modernista conservatrice, l'interno rosso e oro scintillante richiama i fantasiosi e sontuosi fondali dei Ballets Russes. Ha prestato servizio come direttore generale della compagnia di balletto dal 1948 al 1989.
Il 26 marzo 1984, il presidente Ronald Reagan consegnò a Kirstein la Medaglia presidenziale della libertà per i suoi contributi alle arti.
Kirstein era anche un serio collezionista. Poco dopo l'apertura al Lincoln Center della New York Public Library for the Performing Arts, ha contribuito con una significativa quantità di materiale storico relativo al balletto alla Jerome Robbins Dance Division. Prima della sua morte nel 1996 Kirstein ha anche donato alla divisione i suoi documenti personali, opere d'arte e altri materiali relativi alla storia della danza e alla sua vita nelle arti. Kirstein era anche il principale patrono dell'artista Paul Cadmus, fratello di Fidelma, acquistando molti dei suoi dipinti e sovvenzionando le sue spese quotidiane. Cadmus aveva difficoltà a vendere il suo lavoro attraverso le gallerie a causa delle immagini cariche di erotismo degli uomini della classe operaia e della classe media, che suscitavano polemiche.

### Onorificenze
- Medaglia presidenziale della libertà, U.S.[1]
- Handel Medallion, Il più alto riconoscimento culturale di New York.[1]
- Brandeis University Notable Achievement Award.[1]
- National Medal of Arts, U.S., 1985.[1]
- Royal Society of Arts, Benjamin Franklin Medal, UK, 1981.[1]
- National Society of Arts and Letters, National Gold Medal of Merit Award, U.S.[1]
- National Museum of Dance Mr. & Mrs. Cornelius Vanderbilt Whitney Hall of Fame recluta, 1987.

## Opere teatrali
- The Saint of Bleecker Street, [Originale, Commedia, Dramma, Commedia musicale], Supervisore alla produzione. Dal 27 dicembre 1954 al 2 aprile 1955
- Misalliance, [Ripresa, Commedia, Comico] New York City Drama Company, Consigliere delegato. Dal 6 marzo 1953 al 27 giugno 1953
- Billy the Kid, [Originale, Balletto], Librettista. Coreografia di Eugene Loring, musica di Aaron Copland, progetto di Jared French. Anteprima 24 maggio 1938.
- Filling Station, [Originale, Balletto, Un Atto], Librettista. Coreografia di Lew Christensen, musica di Virgil Thomson, progetto di Paul Cadmus. Anteprima 6 gennaio 1938.

## Lavori pubblicati
- 1929 • A Marriage Message for Mary Frost & James Maybon from Lincoln Kirstein, Paris, Boston pubblicato privatamente da Kirstein
- 1932 • Flesh Is Heir: An Historical Romance, un romanzo, New York: Brewer, Warren & Putnam[23]
- 1934 • Nijinsky, collaborazione anonima (ghostwriting) con Romola Nijinsky, con una prefazione di Paul Claudel, London: Victor Gollancz/Toronto: Ryerson Press
- 1935 • Dance: A Short History of Classic Theatrical Dancing, New York: G.P. Putnam's Sons
- 1938 • Photographs of America: Walker Evans, in: Walker Evans: American Photographs, New York: Museum of Modern Art
- 1939 • Ballet Alphabet: A Primer for Laymen, New York: Kamin Publishers
- 1943 • American Battle Painting: 1776–1918, Washington, D.C.: National Gallery of Art, Smithsonian Institution/New York: Museum of Modern Art
- 1943 • The Latin-American Collection of the Museum of Modern Art, New York: The Museum of Modern Art
- 1947 • The Drawings of Pavel Tchelitchew, e il suo ultimo libro, pubblicato nel 1994, era Tchelitchev, uno studio su vasta scala che utilizzava una variante sullo spelling del nome dell'artista.
- 1947 • "Henri Cartier-Bresson: Documentary Humanist", in: The Photographs of Henri Cartier-Bresson (con un altro testo di Beaumont Newhall), New York: Museum of Modern Art
- 1952 • The Classic Ballet: Basic Technique and Terminology with Muriel Stuart, New York: Knopf
- 1959 • What Ballet Is All About: An American Glossary, con fotografie di Martha Swope, Brooklyn, N.Y.: Dance Perspectives
- 1965 • Rhymes and More Rhymes of a Pfc., un libro di poesie. Il poeta Wystan Hugh Auden ha elogiato questo libro come "il libro più convincente, commovente e impressionante" che avesse mai letto sulla Seconda guerra mondiale.
- 1967 • Whitehouse Happening, una commedia sull'assassinio del presidente Lincoln
- 1967 • The Dance Encyclopedia, di Anatole Chujoy, P.W. Manchester e Kirsten
- 1969 • W. Eugene Smith: Success or Failure, Art or History, in: W. Eugene Smith: His Photographs and Notes, New York: Aperture
- 1970 • Dance: A Short History of Classic Theatrical Dancing
- 1970 • Movement and Metaphor: Four Centuries of Ballet, New York and Washington: Praeger Publishers

- 1973 • Elie Nadelman, New York: Eakins Press
- 1973 • The New York City Ballet con fotografie di Martha Swope e George Platt Lynes, New York: Knopf. ISBN 0-394-46652-7
- 1975 • Nijinsky Dancing
- 1978 • Thirty Years: Lincoln Kirstein's The New York City Ballet: ampliato per includere gli anni 1973-1978, in occasione del trentesimo anniversario della compagnia
- 1980 • Rhymes of a Pfc (rev. ed. 1980), Boston: David R. Godine. ISBN 0-87923-330-3
- 1983 • Ballet, Bias and Belief: Three Pamphlets Collected and Other Dance Writings, New York: Dance Horizons. ISBN 0-87127-133-8
- 1984 • Paul Cadmus, New York: Imago Imprint
- 1984 • Fifty Ballet Masterworks: From the 16th Century to the 20th Century
- 1987 • Quarry: A Collection in Lieu of Memoirs, Pasadena, California: Twelvetrees Press, ISBN 0-942642-27-9
- 1987 • The Poems of Lincoln Kirsten New York: Atheneum. ISBN 0-689-11923-2
- 1989 • Memorial to a Marriage, una storia e una riflessione sull'Adams Memorial, di Augustus Saint-Gaudens e Stanford White.
- 1991 • By with to and from: A Lincoln Kirstein Reader, a cura di Nicholas Jenkins, New York, N.Y.: Farrar Straus and Giroux
- 1992 • Puss in Boots, di Kirstein e Alain Vaes
- 1994 • Tchelitchev, Santa Fe, New Mexico: Twelvetrees Press, ISBN 0-942642-40-6
- 1994 • Mosaic: Memoirs, New York: Farrar, Straus and Giroux[1]
- 2007 • Lincoln Kirstein: A Bibliography of Published Writings, 1922–1996, New York: Eakins Press Foundation